# Пятидесятничество на Украине

Крест — символ христианства

Пятидесятничество на Украине — одна из самых многочисленных протестантских церквей на Украине.

## Пятидесятничество на Украине
Говоря об истории церкви христиан веры евангельской (пятидесятников) на Украине, необходимо упомянуть, что источники этого движения на Украине берут начало с древних времен, когда в среде ортодоксального православия Российской империи, в состав которой входила Украина, по определенным причинам начались духовные поиски евангельского типа. Эти поиски касались как вероучения, так и практики богослужения, свойственные для первоапостольской церкви и описанных на страницах деяний святых апостолов. Верующие люди часто не удовлетворены состоянием тогдашней Церкви и, желая знать точку зрения Евангелия спорных вопросов, начали обращаться к Библии самостоятельно. Чтение Евангелия приводило их на путь евангельского верования и евангельской практики богослужения. Это послужило причиной возникновения так называемого в религиеведческой литературе духовного христианства. Особенно ярко проявляет себя родство современного пятидесятнического движения с движением духоборцев и молокан в царской Российской империи. Много общин духоборцев и молокан в 18-19 вв. было образовано на юге Украины, в Таврии — и это в значительной мере подготовило почву для следующего движения евангельских христиан, баптистов и пятидесятников, стремительно стал развиваться позже, когда постепенно произошло слияние духовных поисков украинского народа с евангельскими движениями в других странах.
Возникновение и распространение организованной пятдесятнического движения современного типа на Украине (в ее современных границах) характеризуется параллельным возникновением трех самостоятельных начальных источников.

## История

##### Зарождение пятидесятничества на Западной Украине (Польша)
В 1919 году на запад в район города Кременца Тернопольской области (эта территория в то время была под властью Польши) приехали украинские крестьяне, которые были на заработках в Америке: Порфирий Ильчук, Трофим Нагорный и Иосиф Антонюк. Дома они начали активно проповедовать Евангелие и очень быстро на Тернопольщине возникают новые церкви. Практически одновременно такие же очаги разгораются на территории современных Ровенской и Волынской областей благодаря деятельности реэмигрантов, возвращавшиеся из США. Тернопольщину, ровенское, волынское и белорусское Полесье охватила волна пробуждения. Из проповеди отдельных лиц в сотнях сел быстро возникали евангельские церкви. Это привело к тому, что 4-6 мая 1924 года в Кременце был проведен первый съезд христиан Святой Пятидесятницы, на котором был образован пятидесятнический союз церквей под руководством Ивана Герасевича (Гереса). В 1928 году состоялся второй съезд, на котором были представлены украинские и белорусские общины, а в 1929 году произошло объединение украинских, белорусских, польских и немецких церквей пятидесятников в тогдашней Польше и создан Всепольский союз христиан веры евангельской под руководством Артура Бергхольца.
Если в полесских районах очага пятидесятничества возникали независимо друг от друга и носили локальный характер, то на Тернопольщине оно приобрело более организованный характер. Именно поэтому уже в 1924 году там состоялся съезд и образовался пятидесятнический союз. Но он носил географически ограниченный характер, охватывая преимущественно территорию Тернопольской области, часть территории Ровненской и Львовской областей. Во второй половине 1920-х годов возникла потребность объединить пятидесятнические церкви в единый союз. Для этого были веские причины. Прежде всего, это касалось подготовки служителей, которые бы могли совершать священнодействия и правильно управлять общинами, стремительно росли. Во-вторых, нужно было четко выработать вероучение и богослужебную практику, которые нередко отличались в разных общинах. В-третьих, общими усилиями можно было бы внедрять проекты, которые не под силу отдельным церквям. Кроме того, нужно было защититься и от лжеучений, что пришли под видом пятидесятнического учение и базировались на духовных проявлениях без основательного знания Слова Божьего и уже начинали делать вред новым церквям. Такой объединительный съезд и состоялся в селе Старая Чолница 1929 года.
Начиная с 1928 года история пятидесятнического движения в Польше тесно связана с именами служителей Восточно-Европейской миссии (СЭМ) Густава Шмидта и Артура Бергхольца (в других написаннях Берґгольц). По национальности они были немцами. Густав Шмидт родился на Житомирщине в 1891 году. В 1905 году семья выехала в Германию. Там 17-летний юноша обратился к Богу. Он продолжает светское и духовное обучение как в Европе, так и в США. Есть данные, что в начале 1920-х годов Шмидт работал в Польше как миссионер от Ассамблей Божьих. В 1925 году он возвращается в США, где пытается найти средства для библейской школы в Польше, но это ему не удается. В 1927 году Густав встречается с Паулем Петерсоном и с его помощью и при поддержке бизнесмена Свансона они образуют Русскую и Восточно-Европейскую миссию для проповеди Евангелия в Восточной Европе. Летом 1928 года Густав Шмидт приезжает в город Данциг (нынешний Гданьск) как суперинтендант миссии. Именно этот город станет на много лет базовой миссионерской станцией. Отсюда Густав вместе с супругой Кэрри ездит в Эстонию, Латвию, Румынию, Болгарию и, конечно же, осуществляет внутренние поездки Польшей. Здесь он переживет тяжелую потерю жены Керри в декабре 1929 года.
Уже в 1928 году работники миссии ведут активную работу с объединения пятидесятнических общин, которые не вошли в Союз под руководством Ивана Гереса. Нужно было коренным образом реорганизовать Союз, объединив украинские, польские, белорусские, немецкие и российские общины, укрепить связи между верующими, выработать единомыслие в вопросах вероучения, духовной практики, наладить библейское образование. Густав Шмидт и Артур Бергхольц начали вести переговоры с Иваном Гересом. Не все было гладко. Некоторые братья, в том числе и Иван Герес, отнеслись к этому настороженно. Приходилось преодолевать определенные трудности и недоразумения. Не обошлось без оппозиции, которая позднее объединилась в группу под названием Церковь Божья. Но, наконец, все вопросы решились — и 5 мая 1929 года в селе Старая Чолница (в настоящее время - часть села Чолница) состоялся Всепольский объединенный съезд украинских, польских, белорусских и немецких пятидесятников. Председателем съезда был избран Иван Зуб-Золотарев, пресвитер Чолницкой церкви пятидесятников. На съезде присутствовали 83 делегата, которые имели право голоса.
Важным вопросом, который был решен на этом съезде, стала название Союза. Во всем мире пятидесятники называют себя преимущественно христианами евангельской веры. Но, учитывая то, что на территории Советской Украины с 1925 года действовал Всеукраинский Союз христиан евангельской веры под руководством Воронаева, чтобы не было недоразумений и путаницы, было решено дать название «Союз христиан веры евангельской» (пол. Związek Chrześcijan Wiary Ewangelicznej).
На съезде в Чолнице был принят Устав Союза ХВЕ, который разъяснял порядок деятельности местных общин. Было принято решение об открытии в Данциге библейских курсов для проповедников, регентских курсов, а также о выпуске журнала «Примиритель». Для руководства Союзом ХВЕ и для духовного окормления церквей был избран комитет, в который вошли такие служители: Артур Бергхольц (председатель Союза), Иосиф Черский (заместитель председателя), Иван Зуб-Золотарев (секретарь), Даниил Комса (казначей). Для успешной духовной работы было решено разделить территорию на районы, что и было поэтапно сделано. В этих районах проводились ежегодные съезды, собрания служителей, братские беседы. Сразу же после съезда началась активная работа по решению тех вопросов, которые обсуждались. Уже через два месяца, в июле, Иван Зуб-Золотарев открывает в Чолнице регентские и музыкальные курсы, в августе выходит первый номер журнала «Примиритель».
В конце 1929 года по приглашению миссии в Данциг приезжает учитель Библии Павел Стехлик (чех по национальности) — и 2 марта 1930 года открываются трехмесячные библейские курсы, на которых обучалось 25 человек. Это была первая пятидесятническая школа в Европе. Преподавателями были Густав Шмидт, Густав Киндерман, Павел Стехлик. Но, без преувеличения, самый большой вклад в обучение как в библейской школе, так и через публикации в журнале «Примиритель» внес Дональд Джи (в Польше его фамилию часто писали Гээ). Он родился в Англии, четырнадцатилетним юношей обратился к Богу, одним из первых в Англии принял учение о Пятидесятнице. Он служил пастором, учителем, писателем, главным редактором пятидесятнического журнала. Он написал более 30 книг, в том числе книгу о духовных дарах, которую печатал и журнал «Примиритель». Его называли «учителем баланса» за то, что избегал крайностей в пятидесятнической доктрине. Первыми курсантами библейских курсов в Данциге Карл Леонович, Григорий Федишин, Григорий Селюжицький, позже — Михаил Вербицкий, Ефим Стрелка, Лука Горошко, Сергей Каплун, Яков Селюжицький и много других известных служителей. Только с мая 1930 года по февраль 1933 курсы окончили 271 человек. Кроме того, Густав Шмидт и его сотрудники за период 1929-39 годов провели около 100 одно — и двухнедельных курсов в местных церквях для тех, кто не имел возможности учиться в Данциге.
С 1 января 1936 года в г. Кременце начал выходить ежемесячный журнал на украинском языке «Евангельский голос». До 1939 года вышло 44 номера этого издания. На сегодня этот журнал особенно ценен тем, что в нем, в отличие от «Примирителя, печаталось больше информационных материалов.
За довоенный период в Союзе произошло 7 съездов (учитывая два на Тернопольщине). После съезда в Чолнице они проходили: в 1931 году — в Кричильску (Сарненский район); в 1933 — в Сельцо; в 1935 — в Киверцах; в 1937 — в Лодзи. Количество верующих стремительно росла. Вот статистика только за несколько лет: в 1931 году в Союзе насчитывалось 12204 члены, в 1932 — 15441, в 1935 — 18157, в 1937 — 21501. На начало второй мировой войны в 15 районных объединениях существовало 300 общин с более чем 25 тысячами членов. В связи с тем, что в тогдашней Польше было немало сирот, на базе Союза было решено создать сиротский дом. Он начал функционировать в 1935 году в Барановичах. Сначала ответственной за это была Елена Покровская из Вильнюса, а позже туда прислали профессиональную учительницу Любовь Кобяко, которая стала настоящей матерью для девочек приюта. Как оказалось позже, климат в Барановичах был не очень хороший для детей, то решили убежище перенести в другое место. Выбор пал на Киверцы. Летом 1937 года на постоянное жительство в Аргентину выезжает Иван Зуб-Золотарев. Он с большой скидкой предлагает свой дом для детского приюта. Союз объявляет по церквам сбор и покупает дом. После соответствующего ремонта и переоборудования в нем поселились 14 девочек-сирот от 4 до 11 лет. Приют действовал до Второй мировой войны. В сентябре 1939 года советские власти закрыли детский дом, детей развезли по интернатам в разные концы Советского Союза. Их всех разделили (даже родных сестер), чтобы дети как можно скорее забыли религиозный дурман». Приют конфисковали — и в нем сделали квартиры для четырех семей. В одной из квартир великодушно позволили поселиться Любви Кобяко.
Помимо Союза христиан веры евангельской в 1920—30-е годы на Западе Украины возникли и другие объединения пятидесятников, например, Евангельские христиане-субботники, крещённые Духом Святым.

##### Зарождение пятидесятничества на Буковине (Румыния)
Пятидесятническое движение на Буковине (в границах нынешней Черновицкой области), что была под властью Румынии до 1940 г., начался в 1928 г. с проповедью учения, которое принесли в румынские евангельские церкви реэмигранты из США, где они стали пятидесятниками. К 1940 г. на территории нынешней Черновицкой области уже существовало около 30 церквей христиан веры евангельской (как румынских, так и украинских). Они продолжают существовать и поныне в составе современного Союза церквей христиан веры евангельской Украины. В период до 1940 г. они были составной частью пятидесятнического движения Румынии, деятельностью которого руководили Г. Брадин, М. Олару, П. Кожукару, В. Гашпар, 3. Думитру, П. Миреуце и И. Воробец.

##### Зарождение пятидесятничества в УССР (СССР)
В 1921 г. начался организованное пятидесятническое движение в Советской Украине. Оно связан с приездом в Одессу из Америки евангелиста Ивана Ефимовича Воронаева (имя при рождении Никита Петрович Черкасов), который в своё время вынужден был покинуть царскую Россию, спасаясь от преследований со стороны царского правительства. Движение от своего центра в Одессе стал быстро распространяться сначала на юге Украины, а затем и далеко за ее пределами (" Благовестник " 1,1999; 3,2000).
Первая пятидесятническая церковь была образована в результате деятельности. И.Е. Воронаева и официально открылась 12 ноября 1921 г. в Одессе. В 1924 г., когда количество церквей достигло более пятидесяти, был проведен первый съезд и образован Областной союз христиан евангельской веры с центром в Одессе. В сентябре 1925 г. на съезде был основан Всеукраинский союз христиан евангельской веры, в котором тогда насчитывалось более ста церквей. Председателем Союза был избран И.Е. Воронаев. Итак, 3 сентября 2000 г. исполнилось ровно 75 лет существования Всеукраинского Союза пятидесятников.
Пятидесятническое движение постепенно распространился и в различных регионах Российской Федерации. Согласно официальным данным, в 1928 г. пятидесятнических церквей в Советской Украине насчитывалось 350, а в 1930 году в СССР было около 500 церквей с общим количеством членов около 25 тысяч. Центральная местная церковь в Одессе насчитывала более тысячи членов. В Одессе издавался журнал Союза ХЕВ «Евангелист», который был закрыт властями осенью 1928 г. Бессменным руководителем Союза, председателем его Правления был Иван Ефимович Воронаев.

##### Довоенное гонения на Церковь
В 1930 г. Союз был закрыт, церкви были лишены регистрации, руководство Союза было необоснованно обвинено в контрреволюционной деятельности и подверглись жесточайшим репрессиям. В частности, Василий Романович Колтович и Матвей Васильевич Рюмшин погибли в лагерях. До сих пор нет достоверных данных о смерти в ГУЛАГЕ председателя Союза Ивана Ефимовича Воронаева. Известно только то, что в 1942 г. он еще был жив в отдаленном северном лагере. Много других руководителей Союза также закончили свою жизнь в тюрьмах и лагерях. Некоторые были расстреляны. Жена Воронаева Екатерина Афанасьевна (в девичестве Башкирова) была многократно арестована. В целом, она провела в тюрьмах, лагерях и ссылках около 25 лет.
Осенью 1939 г., когда началась Вторая мировая война и Польша была разделена, Всепольский Союз христиан веры евангельской прекратил своё существование. Западную часть Украины и Беларуси, где было сосредоточено большинство пятидесятнических церквей Всепольского Союза, присоединили к Советскому Союзу. В то время председателем Союза был Артур Бергольц, который оказался в оккупированном Германией городе Лодзь. Все другие руководители Союза были на советской территории. В 1939—1940 годах, после установления Советской власти в Западной Украине, здесь было репрессировано много пасторов церквей.
В период немецкой оккупации Украины и Беларуси в 1942—1944 годах руководители пятидесятнических общин, которые остались на свободе, пытались возобновить деятельность Союзов христиан евангельской веры и христиан веры евангельской и объединить церкви, что в определенной степени имело успех. В итоге было создано два центра. Один из них объединял ХЕВ (Пятихатки, Днепропетровская область), возглавлявшегося Г. Понурко, Д. Пономарчуком и П. Бидашом. Второй — объединял ХВЕ (Барановичи, Брестская область) и возглавлялся с Иваном Панько и Сергеем Вашкевичем.

##### Послевоенные гонения на Церковь
В 1945 г. органами Советской власти под угрозой новых репрессий руководителям пятидесятникам было предложено влиться в общий союз с Всесоюзным советом евангельских христиан баптистов (ВСЕХБ) на основании так называемой Августовской соглашения, которое было подписано обеими сторонами в августе 1945 г. Со стороны пятидесятников это соглашение было подписано А. Бидашом, Д. Пономарчуком, И. Панько и С. Вашкевичем, которые представляли церкви ХЕВ, так и ХВЕ. Много церквей пятидесятников, особенно в западных областях Украины, вошли в ВСЕХБ, где находились вплоть до 1989 г. Однако, учитывая особенности вероучения, в союз с евангельскими христианами и баптистами вошла только некоторая часть пятидесятников, и те, которые вошли в ВСЕХБ, были потом очень разочарованы результатами объединения. По этой причине в марте 1948 г. в Днепродзержинске Днепропетровской области состоялся нелегальный съезд пятидесятников под руководством А. Бидаша, что принял решение возбудить ходатайство перед правительством Советского Союза о разрешении возобновить деятельность Союза пятидесятников. Важным обстоятельством было то, что в этом совещании принимали участие представители от всех трех братств пятидесятникам. На нелегальном съезде в Днепродзержинске было выработано обращение к руководству вс ехб и правительства СССР, в котором аргументировано доказывалось, что за прошедшие годы объединение не достигло положительных результатов в своей деятельности, потому и оказались особенности вероучительных систем баптизма и пятидесятничества, которые трудно совместить. Кроме того, принято обращение к Советскому правительству с просьбой разрешить пятидесятникам иметь свой собственный Союз церквей.
Все участники этого съезда были арестованы и осуждены на длительные сроки лишения свободы. В августе 1956 г., выйдя из заключения, руководители пятидесятников во главе с А. Бидашом, Виктором Белых и И. Левчуком собрали еще один нелегальный съезд в Харькове, на котором также приняли решение обратиться к правительству СССР с той же просьбой — о возобновлении легальной деятельности Союза. На этот раз они получили положительный ответ и начали собирать необходимые для регистрации Союза документы от местных церквей. Документы были переданы в Совет по делам религий в Москве. Однако «оттепель» быстро закончилась и, вместо регистрации Союза пятидесятников, на местах, в соответствии с теми же списками, переданными в Москву, начались судебные процессы над руководителями и активными членами церквей по всему СССР. Все эти годы пятидесятническое братство было раздробленным на несколько частей, где были свои признанные лидеры. Единого центра не существовало. Значительная часть церквей входила в ВСЕХБ. Начиная с 1968 г., была разрешена регистрация пятидесятнических церквей независимо от ВСЕХБ. По состоянию на 1989 г., на Украине было около 200 автономно зарегистрированных церквей пятидесятников, деятельность которых координировал Совет Пресвитеров. Другие церкви не были зарегистрированы, но они также имели свой руководящий центр.

##### Современная Украина
Восстановление деятельности Союза пятидесятнических церквей. В период, который наступил после перестройки, началась работа по возобновлению деятельности Союза пятидесятников. 25-26 мая 1990 г. в Коростене (Житомирская область) был проведен Всеукраинский съезд, на котором была возобновлена деятельность Всеукраинского Союза христиан веры евангельской (пятидесятников), объединивший в своих рядах местные церкви, которые ранее принадлежали к различным группам, зарегистрированных в ВСЕХБ или зарегистрированных автономно и незарегистрированных церквей ХВЕ и ХЕВ. Председателем восстановленного Союза был избран Николай Мельник, который руководил Союзом церквей до 1998 г. Союз церквей христиан веры евангельской Украины в начале своей деятельности в 1990 г. насчитывал 400 церквей. Сейчас в Союз церквей ХВЕП входит 24 областных объединений, объединения церквей ХВЕ Республики Крым и городское объединение церквей Киева. На середину 2001 г. церквей во Всеукраинском Союзе церквей ХВЕ было 1360. Общее количество членов — 100500. Количество пасторов — 988. Количество других служителей — 1549. Имеются также 757 церковные дома, еще 202 дом молитвы строится. А уже в 2007 году в ЦХВЕУ(пятидесятников) было поместных общин (церквей) — 1490 с общим количеством членов — 108219 и 1263 пасторов и других служителей — 2017. В церквях существуют: хоров — 414 дирижеров — 617. Церковные здания имеют 757 поместных общин (церквей) и еще 202 церкви ведут строительство. В церквях союза существуют 368 специальных евангелизационных групп для проведения евангелизаций. И несколько высших духовных заведений образования, в частности, КБИ (Киевский библейский институт), ЛБС (Львовская богословская семинария) и другие.
Имеется несколько незарегистрированных пятидесятнических организаций, в том числе кашкетники.